# Adolf Kudasiewicz
Adolf Kudasiewicz (ur. 18 czerwca 1820 w Krakowie, zm. 9 kwietnia 1865 w Warszawie) – polski językoznawca, pedagog.

## Życiorys
Był synem Michała i Kunegundy z Giżyckich. Ukończył Gimnazjum św. Anny w Krakowie i podjął w 1835 studia na Wydziale Filozoficznym Uniwersytetu Jagiellońskiego. Dwa lata później przeniósł się na Wydział Prawa, który ukończył w 1840. Po studiach pracował jako nauczyciel w domach prywatnych. W 1852 został nauczycielem języka polskiego w szkole realnej w Szczebrzeszynie, w 1853 przeniósł się do Warszawy. Uczył języka polskiego, logiki i pedagogiki w Instytucie Szlacheckim oraz w wyższej żeńskiej szkole rządowej. Od 1862 był nauczycielem w II Gimnazjum w Warszawie, wchodził w skład komitetu oceniania książek elementarnych. Towarzystwo Naukowe Krakowskie obdarzyło go godnością członka korespondenta.
Od 1852 był stałym współpracownikiem "Biblioteki Warszawskiej". Na jej łamach ogłosił m.in. Słowo do piszących i czytających po polsku o sprostowaniu niektórych pojęć gramatycznych, jako jedynym środku ustalenia pisowni polskiej (1853), Rzecz o rozmaitych gatunkach pisma (1856), Przeszłość i teraźniejszość ortografii polskiej ocenione ze stanowiska zasad wymowy (1860), Rzecz o nauce języka ojczystego w stosunku do obcych języków i innych przedmiotów (1864). Wydał także podręcznik do gramatyki języka polskiego w trzech częściach (1861-1863, kilkakrotnie wznawiany) oraz rozprawę Próbki filozofii mowy (1858). Pod koniec życia pracował nad publikacją Stylistyka czyli teoria stylu, ale ukazała się jedynie pierwsza z zaplanowanych trzech części (Stylistyka ogólna, 1865).
Dnia 29 grudnia 1855 roku w parafii św. Krzyża w Warszawie zawiera związek małżeński z Józefą Aleksandrą z Hersztopskich, córką Stanisława Kostki i Joanny z Trojackich. Mają czwórkę dzieci: Florian Antoni (1857-?), Antoni Michał (1860-?), Leon Prosper (1861-1863, pochowany z rodzicami), Zofia Lambertyna (1864-?).
Został pochowany na Powązkach.